# Lemnalia
Lemnalia is een geslacht van neteldieren uit de klasse van de Anthozoa (bloemdieren).

## Soorten
- Lemnalia acutispiculata Verseveldt, 1969
- Lemnalia africana (May, 1898)
- Lemnalia amabilis Tixier-Durivault, 1966
- Lemnalia bantayensis Roxas, 1933
- Lemnalia benayahui Verseveldt, 1982
- Lemnalia bournei Roxas, 1933
- Lemnalia carnosa (Kükenthal, 1896)
- Lemnalia cervicornis (May, 1898)
- Lemnalia crassicaulis Verseveldt, 1969
- Lemnalia digitata (May, 1898)
- Lemnalia elegans (May, 1898)
- Lemnalia exilis Tixier-Durivault, 1966
- Lemnalia faustinoi Roxas, 1933
- Lemnalia flava (May, 1898)
- Lemnalia fragilis Tixier-Durivault, 1966
- Lemnalia gracilis Tixier-Durivault, 1966
- Lemnalia grandispina Roxas, 1933
- Lemnalia humesi Verseveldt, 1969
- Lemnalia jukesii Gray, 1868
- Lemnalia laevis Thomson & Dean, 1931
- Lemnalia longiramus Verseveldt, 1969
- Lemnalia madagascarensis Verseveldt, 1969
- Lemnalia nitida (Verrill, 1864)
- Lemnalia peristyla Bourne, 1900
- Lemnalia philippinensis (May, 1899)
- Lemnalia rhabdota Bourne, 1900
- Lemnalia scasa Roxas, 1933
- Lemnalia squamifera Thomson & Dean, 1931
- Lemnalia tenuis Verseveldt, 1969
- Lemnalia terminalis (Quoy & Gaimard, 1833)
- Lemnalia tixierae Verseveldt, 1969
- Lemnalia umbellata Kükenthal, 1904
- Lemnalia zimmeri Roxas, 1933